# Alfa Romeo Giulietta Bertone Spider
De Alfa Romeo Giulietta Bertone Spider is een conceptauto van het Italiaanse autohuis Alfa Romeo uit 1955.
De Giulietta Bertone Spider werd door Franco Scaglione onder Bertone ontworpen. Alfa Romeo selecteerde uiteindelijk het design van Pininfarina voor de Alfa Romeo Giulietta Spider. Er is één versie van deze Giulietta Spider gebouwd..